# Baba Anujka
Ana di Pištonja z domu Drakšin albo Drakin, znana jako Baba Anujka, cyr. Баба Анујка (ur. 1844 we wsi Petrovo Selo, zm. w 1938 we Vladimirovacu) – rumuńsko-serbska zielarka, znachorka i seryjna zabójczyni. Przypisuje się jej morderstwo od 50 do 150 osób. W 1929 skazana na 15 lat więzienia, z których odsiedziała 8 lat. Zmarła prawdopodobnie na wolności.

## Dzieciństwo i młodość
Była córką rolnika Pavla i Marty. Przeprowadziła się do wsi Vladimirovac w Serbii około 1849. Sama Anujka twierdziła, że urodziła się w 1836 i uczęszczała w Pančewie do prywatnej szkoły dla dzieci z bogatych domów. Interesowała się chemią i medycyną. Znała pięć języków i zyskała, jak na ówczesne czasy, bardzo wysokie wykształcenie. Mieszkała w domu z ojcem. Miała stać się mizantropką po tym, jak w wieku 20 lat została uwiedziona przez młodego austriackiego oficera, który zostawił ją ze złamanym sercem i syfilisem. Poślubiła dużo starszego właściciela majątku ziemskiego Pistova (di Pištonja), z którym miała jedenaścioro dzieci, jednak tylko jedno z nich dożyło pełnoletności. Po 20 latach, zostawszy wdową, Anujka powróciła do zainteresowań z wieku szkolnego.

## Eksperymenty z zielarstwem
Po śmierci męża Anujka urządziła laboratorium w jednym ze skrzydeł swego domu. Pod koniec XIX wieku zyskała reputację zielarki i uzdrowicielki u kobiet, które szukały u niej pomocy w kwestiach zdrowotnych. Anujka zaczęła zarabiać dzięki temu wystarczająco dużo pieniędzy, by móc wieść dostatni żywot. Sporządzała także leki i mikstury, które wywoływały choroby, pozwalające młodym mężczyznom unikać służby wojskowej. Trucizny, które nazywała „magiczną wodą” i „eliksirem miłości”, sprzedawała głównie kobietom mającym problemy małżeńskie. Te dawały trucizny swoim mężom, którzy z reguły po około ośmiu dniach umierali.
„Eliksiry miłości” Anujki zawierały niewielkie ilości arsenu oraz trudne do wykrycia toksyny pochodzenia roślinnego. Klientkom zgłaszającym problemy małżeńskie zadawała pytanie „jak duży jest problem?”. Stanowiło to zawoalowane pytanie o masę ofiary i pozwalało Anujce odpowiednio dobrać proporcje w miksturze. Większość jej ofiar stanowili młodzi, zdrowi mężczyźni. Miała zabijać także przypadkowych przechodniów, którzy w upały prosili ją o wodę. Jej klienci na procesie twierdzili, że nie mieli świadomości, że „magiczna woda” stanowi truciznę. Wierzyli, że Anujka posiada nadprzyrodzoną moc zabijania ludzi przy pomocy magii. Szacuje się, że za pomocą tych mikstur zabito od 50 do 150 ludzi.
W latach 20. XX wieku Anujka miała swoją „agentkę sprzedaży” – Ljubinę Milankov. Jej zadaniem było znajdowanie klienteli dla „magicznej wody”, której cena wahała się od 2 tys. do 10 tys. ówczesnych dinarów jugosłowiańskich. Anujka od klientów wymagała także przyniesienia czarnej oraz białej kury, worka popiołu, bazylii i kadzidła. Miało jej to służyć do zawierania „umowy z diabłem”.

## Odkrycie morderstw
Anujka w styczniu 1924 sprzedała Stanie Momirov, która już wcześniej zaopatrywała się u Anujki w ziołowe lekarstwa, truciznę za 2300 dinarów. Stana podała „magiczną wodę” swemu małżonkowi Lazarowi Ludoškowi – ten się rozchorował i po kilku dniach zmarł. Stana następnie wyszła za innego mężczyznę, którego stryj po kilku miesiącach umarł w identycznych okolicznościach. Wzbudziło to podejrzenia policji. Stana podczas przesłuchania obciążyła Anujkę.
W grudniu 1926 poprzez niejaką Danicę Stojić (albo Stajić), do Anujki dotarła Sofija Momirov. Wraz z mężem Simą zamierzała otruć 70-letniego ojca Simy – Nikolę. Motywem zabójstwa była kłótnia rodzinna. Według ich zeznań Nikola miał być alkoholikiem stosującym przemoc wobec swoich dzieci i wnuków. Anujka sprzedała wodę za 5000 dinarów wnuczce Nikoli – Oldze Struzie. Anujka poleciła jej, by dziadek ją wypił. Nikola po spożyciu wywaru rozchorował się i po 15 dniach zmarł.

## Procesy
Policja dostawała szereg donosów na Anujkę. Jednak dopiero w czerwcu 1914 w mieście Bela Crkva rozpoczął się pierwszy proces Anujki, w którym była oskarżona o dostarczanie trucizn. Nie udało się jednak dowieść jej winy. Ponownie została aresztowana 15 maja 1928 w wieku 90 lat. Zarzuty usłyszeli również Stana, Sofija, Sima Momirov, Ljubina Milankov, Danica Stojić i Olga Struza. Ekshumowano ciała ofiar, które poddano sekcji na Uniwersytecie w Belgradzie.
Proces rozpoczął się w czerwcu 1929 w sądzie okręgowym w Pančevie. 1 lipca przedstawiono wyniki badań próbek chemicznych znalezionych w domu Anujki. Prokurator żądał kary śmierci dla wszystkich oskarżonych poza Olgą Struzą, wobec której ze względu na młody wiek domagał się kary więzienia.
Sofija i Sima Momirov twierdzili, że nie mieli świadomości trujących właściwości „magicznej wody”. Myśleli, że śmierć była wynikiem nadprzyrodzonych mocy Anujki i jej konszachtów z diabłem. Stana Momirov przekonywała, że myślała, iż przy pomocy mikstury od Anujki wyleczy męża z alkoholizmu, a nie zabije go. Sama Anujka przez cały proces odmawiała przyznania się do winy, twierdząc, że nie sprzedawała trucizn, zaś cała sprawa została ukartowana przez Ljubinę Milankov, która chciała w ten sposób obciążyć Anujkę własnymi winami. Olga Struza próbowała zasłaniać się młodym wiekiem i brakiem świadomości, że zabija własnego dziadka. Jednak Sofija zeznała, że Olga w pełni zdawała sobie sprawę z charakteru spisku. Doktor Branko Vurdelja stwierdził, że w ciałach ofiar znaleziony ślady arsenu. Sama Anujka podczas procesu lawirowała, udając głuchą podczas zadawania jej mniej wygodnych pytań. Bardzo też dbała o swój wygląd, między innymi nie pozwalając fotografom na ujęcia, na których było widać, że nie ma zębów. Kiedy pozostali oskarżeni składali obciążające ją zeznania, reagowała bardzo emocjonalnie, wyzywając ich od „kłamliwych, niegodziwych węży” i „kurew”.
6 lipca 1929 ogłoszono wyrok, na mocy którego Anujkę skazano na 15 lat ciężkiego więzienia za współudział w obu morderstwach, Stanę i Sofiję Momirov jako głównych sprawców na dożywotnie pozbawienie wolności. Sima Momirov otrzymał wyrok 15 lat, a Ljubina Milankov 8 lat więzienia. Olgę Struzę i Danicę Stojić uniewinniono.

## Proces odwoławczy
Zarówno prokurator, jak i oskarżeni odwołali się od wyroku do sądu wyższej instancji w Nowym Sadzie. Podczas rozprawy apelacyjnej 29 i 30 listopada 1929 prokurator niezmiennie domagał się kary śmierci dla wszystkich oskarżonych. Podczas przesłuchania konfrontacyjnego Sima i Sofija Momirov przyznali się, że od początku zdawali sobie sprawę, że kupują truciznę. Reszta pozostawała przy dotychczasowych liniach obrony. W drugim wyroku Anujkę ponownie skazano na 15 lat, a Stanę i Sofiję Momirov na dożywocie. Simie Momirovowi wymiar kary zwiększono z 15 lat na dożywocie, zaś Ljubinie Milankov z 8 do 10 lat. Olgę Struzę i Danicę Stojić prawomocnie uniewinniono.

## Śmierć
Według części źródeł Anujka w 1936 w wieku 98 lat, tj. po odsiedzeniu 8 lat, została zwolniona z więzienia. Zmarła zamroczona demencją starczą po dwóch latach w swoim domu w Vladimirowcu, mając 100 lat. Według innych źródeł przebywała w więzieniu w Požarevacu do momentu inwazji nazistowskich Niemiec na Serbię w kwietniu 1941, kiedy to została wyzwolona z lochu przez Niemców. Miała umrzeć na wolności w wieku 104 lat.